# 삼성 갤럭시 A03 Core
삼성 갤럭시 A03 Core는 2021년에 공개된 삼성전자의 안드로이드 스마트폰이다.